# 키 타워
키 타워(Key Tower)는 미국 오하이오주 클리블랜드 퍼블릭 스퀘어에 있는 마천루이다.

## 같이 보기
- 미국의 마천루 목록